# Olof Christoffersson
Olof Christoffersson, född 28 september 1869 i Fru Alstads församling på Söderslätt, Malmöhus län, död där 15 november 1944, var en svensk lantbrukare, kommunalman och hembygdsförfattare.
Christoffersson var son till lantbrukaren Christopher Nilsson och Cecilia Olsdotter. Han var lantbrukare och ägare av 1/8 mantal n:r 11, 168/768 mantal n:r 6 och 55/288 mantal n:r 25 och 26 Långåkra i Fru Alstads socken. Han var ordförande i kommunalstämman och kommunalnämnden i Fru Alstads landskommun. Han var innehavare av Skånska trädgårdsföreningens stora silvermedalj. Han är främst hågkommen för sitt författarskap rörande Skytts härad.